# Colin Chapman
Anthony Colin Bruce Chapman (ur. 9 maja 1928 roku w Londynie; zm. 16 grudnia 1982 roku w East Carleton) – brytyjski inżynier i konstruktor wyścigowy; założyciel koncernu Lotus.

## Życiorys
Jako kierowca nie odniósł żadnych poważnych sukcesów; w 1956 roku zakwalifikował się do wyścigu o Grand Prix Francji na torze Reims, lecz nie wystartował w nim wskutek awarii silnika. Dwa lata później zadebiutował w F1 jako właściciel ekipy Lotusa. Funkcję tę piastował do swojej śmierci.
Założony przez niego w 1952 roku zespół Lotusa zdobył łącznie 13 tytułów mistrzowskich w Formule 1 (sześć indywidualnie oraz siedem zespołowo). W 1965 roku jego kierowca Jim Clark zwyciężył w prestiżowym wyścigu Indianapolis 500. Po tragicznej śmierci Clarka w 1968 roku, Chapman przyznał, że w ten sposób "stracił swojego najlepszego przyjaciela".
Zaprojektowany przez niego Lotus 79 stał się pierwszym modelem w pełni wykorzystującym przepływ powietrza (efekt przypowierzchniowy) jako siłę dociskową. Jeszcze w latach 60. Chapman jako pierwszy w F1 zastosował także ideę jednolitego kokpitu (w opozycji do powszechnie wówczas stosowanej struktury ramowej).
W 1966 roku przekonał koncern Forda do wsparcia firmy Cosworth przy pracach nad nowym typem silnika, który do historii przeszedł pod nazwą DFV. Silnik Cosworth DFV odniósł najwięcej zwycięstw w historii F1, dominując przebieg rywalizacji na przełomie lat 60. i 70.
Kilka miesięcy przed śmiercią Chapman rozpoczął prace nad tzw. aktywnym zawieszeniem, które zostało zamontowano po raz pierwszy do modelu Lotus 91. Aktywne zawieszenie zdominowało świat F1 na przełomie lat 80. i 90. XX wieku.
Zmarł nagle na atak serca w wieku 54 lat.